# THE TON-UP MOTORS
THE TON-UP MOTORS（ザ・トンアップ モーターズ）は、北海道札幌市で結成し活動するロックバンド。
2016年12月23日の札幌公演を最後に活動を休止し、2024年6月30日に一日限定で復活した。

## 概要
2000年に北海道でバンドを結成。2006年に出演したラジオ番組『スーパーヒットチャートなまらん』のコーナー出演がきっかけとなり、2007年にボーカルの上杉周大をメインとした北海道のローカルテレビ番組『ブギウギ専務』（札幌テレビ）の放送が開始され、同番組でのエンディングテーマに「北海道ブギ」が採用されるなどして北海道を中心として知名度が向上した。このほか、サッポロ飲料（現：ポッカサッポロフード&ビバレッジ）の缶コーヒー飲料『生粋』のCM北海道バージョンでのタイアップ、『有吉AKB共和国』『ゴッドタン』で「準備OK」などがエンディングテーマとして使われた。
2016年9月、所属事務所である曼荼羅音楽出版からのお知らせという形で年内で無期限活動休止が発表され、同年11月より「Whatever happens happens tour2016」リリース＆活動休止前ラストワンマンライブがツアー公演された。2016年12月23日、Zepp SAPPOROでラストライブを開催し無期限活動休止した。

## 特徴
- ソウルミュージック、リズム・アンド・ブルース、ブラックミュージック系の音楽を主体とするロックバンド。

## メンバー
2016年12月の活動休止時点のメンバー
- 上杉周大（うえすぎ しゅうた）
  - 担当：ボーカル、ギター、ハーモニカ、タンバリン
  - プロフィール：本名／上杉周大。1982年2月11日生まれ。O型。北海道札幌市北区新川出身。札幌市立新琴似南小学校[2]→札幌市立新川中学校[3]→北海道札幌篠路高等学校[4]→札幌学院大学卒業[5]。
  - 結成当時はサポートメンバーだったが、いつしかフロントマンへ。以前の活動名義は上杉“リトル＝ウルフ”周大。
  - ローカルタレントとして、北海道内のテレビやCMなどに数多く出演。バンド休止後も北海道と都内を中心にライブ、タレント活動中。
  - 既婚
- 井上仁志（いのうえ ひとし）
  - 担当：ギター、コーラス。 2008年7月に加入
  - プロフィール：1983年4月21日生まれ。A型。北海道幌延町出身。
  - 2015年より、故郷・幌延町の観光大使を務める。同年6月よりソロデビュー。
  - 休止後もソロとして北海道と都内を中心にライブ活動中。
  - 既婚
- 長谷川雄一（はせがわ ゆういち）
  - 担当：ベース、コーラス、リーダー
  - プロフィール：1981年12月5日生まれ。O型。北海道札幌市北区出身。北海道札幌手稲高等学校卒業。北海学園大学法学部法律学科卒業。
  - 上杉とは幼馴染。
  - 休止後は都内にて「ペパーミント」「はいからさん」「アイアイマミーズ」などのサポート活動。現在は飲食チェーン店の統括マネージャーと、結婚相談所の婚活アドバイザーを行っている。
  - 未婚
- 堀内俊聡（ほりうち としさと）
  - 担当：ドラムス、コーラス。サポートを経て2012年10月に加入。
  - プロフィール：1982年7月30日生まれ。A型。千葉県出身。
  - 現在もブルースインストバンド「THE BABY FACES」で活動の他、島村楽器音楽教室ドラム科講師も務める。
  - ドラムメーカーCANOPUS社とエンドーサー契約をしている。
  - 既婚

## 元メンバー
ギター
- 小松裕太（“コッツ”）：結成から2006年6月まで
- 木村健太郎（“けんた・ロック”）:元THE LILAC所属、現在は札幌で飲食店オーナーを務める。
- 大泉友太
- ミック・ナイス：2008年3月から2008年6月まで

ドラムス
- 内田隆之：結成から2011年4月まで

## 元スタッフ
- えなぞう
  - 2007年にメンバーと共に上京し、主に関東圏のみのスタッフとなる
  - 結成から2016年12月まで
  - 現在は「nil」のスタッフ
  - プロフィール
    - 4月16日生まれ。北海道出身。
    - よくしゃべる為、昔本番前の上杉の喉をからしたことがあり、長谷川より「本番前は上杉としゃべるのを禁止」というルールが設けられた。
    - ジャニヲタである。
    - アパレル店の店長を務めている。
- よーこまん（“よおこまん”）
  - 結成から2016年12月まで
  - 現在は「BAZRA」のスタッフ
  - プロフィール
    - 4月21日生まれ。北海道出身。
    - 「THE イナズマ戦隊」と関係が深く、学生時代から「THEイナズマ戦隊」のWEBサイト作成やグッズのデザイン等を趣味で手伝っており、グッは現在も公式販売されている。
    - 2015年に「Fugly's」を結成し、タイガーマスクのような自前のキャットマスクをかぶり、鍵盤を担当するが現在は脱退
    - プロレスオタクである。
    - 元銀行員である。

## 来歴
- 2000年 - 北海道札幌市にてバンドを結成
- 2007年11月 - 活動拠点を東京に移す
- 2008年7月 - 井上仁志が加入
- 2009年6月 - アルバム『SOUL is DYNAMITE』を発表
- 2011年4月 - ドラム内田が脱退
- 2011年7月 - ミニアルバム『Hey!!people,』を発表
- 2012年10月 - 約一年半のサポート期間を経て堀内俊聡が加入
- 2013年12月 - VAPよりメジャーデビュー
- 2014年4月 - 北海道179市町村ツアー開催（同年12月まで）
- 2016年12月 - 無期限活動休止
- 2024年6月 - 上杉のワンマンライブ『ホッカイドウ競馬 PRESENTS 上杉周大 ワンマンライブ 2024  〜みんな駆けつけてくれました〜』のゲストとして長谷川、 井上、堀内が出演した。2部構成として、1部は上杉のソロ（井上と堀内が、各1曲にゲスト参加）、2部では4人が登場し「THE TON-UP MOTORS」の楽曲を約7年半ぶりに4人で演奏した[6]。

## 作品
| 発売日         | タイトル                 | 規格品番                                                  | 収録曲 | 備考                                                                               |
| -------------- | ------------------------ | --------------------------------------------------------- | --- | ---------------------------------------------------------------------------------- |
| 2005年4月24日  | 七つの海に抱かれた男     | 自主制作シングルCD-R                                      | 1. 七つの海に抱かれた男 2. タイガー・ブーガルー | 自主制作 1stアルバム                                                               |
| 2009年6月3日   | SOUL is DYNAMITE         | XQGX-1001                                                 | 1. バカ笑い大将 PVあり、TBSテレビ系「有吉AKB共和国」エンディングテーマ STVテレビ系「ブギウギ係長」エンディングテーマ 2. 最終列車は音を立てて走れ!! 3. 今に賛成!! 4. スウィート・スウィート・ラヴァー 5. 生粋のナンバー PVあり、CM「サッポロビール生粋」北海道限定ソング STVテレビ系「ブギウギ専務」エンディングテーマ 6. タイガー・ブーガルー 7. 右腕ファイヤー 8. 俺達のバラッド 9. 七つの海に抱かれた男 10. グッと来てライラ 11. 泣かすぜベビー 12. 夜明けのハートボイルド 13. 無責任讃歌 | サザナミレーベル 1stアルバム                                                       |
| 2010年9月3日   | 俺の生活/至上の日々      |                                                           | 1. 俺の生活 2. 至上の日々 | サザナミレーベル 両A面シングル ライブ会場限定販売の完全生産限定品 現在、入手不可能 |
| 2011年7月6日   | Hey!!people,             | XQGX-1009                                                 | 1. 歓びを唄う PVあり、TBSテレビ系「有吉AKB共和国」エンディングテーマ STVテレビ系「ブギウギ専務」エンディングテーマ 2. 人生はステージ 3. ブチまけて語れ!! 4. ノーザントレイン271 5. 野となれ山となれ 6. 無名のうた PVあり | サザナミレーベル ミニアルバム オリコン最高242位                                    |
| 2012年4月21日  | SOUL Summit!!!!          | GOTON-001                                                 | 1. SOUL Summit!!!! / ゴマアブラ＆THE TON-UP MOTORS 2. ユーに捧ぐ!! / THE TON-UP MOTORS 3. 上へ上へ / ゴマアブラ |                                                                                    |
| 2013年12月18日 | THE TON-UP MOTORS        | VPCC-81786                                                | 1. 準備OK PVあり、テレビ東京系「ゴッドタン」2014年1月期エンディングテーマ TBSテレビ系「有吉AKB共和国」エンディングテーマ STVテレビ系「ブギウギ専務」エンディングテーマ 2. ファイティング・ステップ 3. ケモノノチカラ 4. 花が咲いたなら 5. 愛してる 6. 無邪気な人 7. 1 LIFE 1 LOVE SOUL 8. 電話するよ 9. 街の灯り 10. それが愛さ | VAP メジャーデビュー作 オリコン最高107位                                           |
| 2014年7月2日   | ファイターズ讃歌         | VPCC-82317                                                | 1. ファイターズ讃歌 STVテレビ系「ブギウギ専務」エンディングテーマ 2. ファイターズ讃歌(THE TON-UP MOTORS ver.) 上記カラオケ入り | VAP 「上杉周大」名義 オリコン最高169位                                             |
| 2014年10月15日 | 北海道ブギ               | VPCC-82320                                                | 1. 北海道ブギ STVテレビ系「ブギウギ専務」エンディングテーマ 2. 熱き炎 3. 虹と雪のバラード（Featuring.南壽あさ子） 上記カラオケ入り | VAP オリコン最高52位                                                               |
| 2015年1月28日  | KEEP ON STANDING!!       | 初回限定盤（CD＋DVD）:VPCC-80670 通常版:VPCC-81831        | 1. 不死身のこころ PVあり、TBSテレビ系「有吉AKB共和国」エンディングテーマ STVテレビ系「ブギウギ専務」エンディングテーマ 2. 働く男 3. 似た者同士 4. おかえり 5. DANCE DANCE DANCE 6. 俺の生活 7. さらば！怠け者 8. 星の記憶 9. 北海道ブギ 10. 人の価値は職業なんかじゃないぜ 初回限定盤DVD 1. 準備OK 2. 北海道ブギ 3. 北海道ブギ 〜北海道179市町村Ver.〜 | VAP オリコン最高73位                                                               |
| 2016年9月28日  | Whatever happens happens | 初回限定盤（CD＋ライブ音源CD）:QBISM-011 通常版:QBISM-012 | 1. TONight! STVテレビ系「ブギウギ専務」エンディングテーマ 2. アイ・ビリーヴ! 3. スロウモーション 4. 青い季節 5. 冬将軍 6. Lovin’ You Baby | Qbism オリコン最高96位                                                             |

### DVD
| 発売日        | タイトル                     | 規格品番  | 収録曲                                                                            | 備考                    |
| ------------- | ---------------------------- | --------- | --------------------------------------------------------------------------------- | ----------------------- |
| 2015年8月8日  | 実録!! 北海道179市町村ツアー |           | - DISC1 - 178市町村までのダイジェスト映像 - DISC2 - ツアーファイナル Zepp Sapporo | 曼荼羅音楽出版 LIVE DVD |
| 2017年4月20日 | タイトル不明                 | QBISM-013 |                                                                                   | QBISM                   |

### 楽曲参加作品
- 『Wild Sazanami Beat! vol.3』（2006年1月25日、サザナミレーベル、SZNM-1015） - 8．月明かり一番星
- 『Wild Sazanami Beat! vol.5』（2010年7月7日、サザナミレーベル、SZNM-1034） - 9．バカ笑い大将

## ミュージックビデオ
| 監督                  | 曲名               |
| オオタタカユキ        | 「生粋のナンバー」 |
| 岸弘                  | 「歓びを唄う」     |
| chok                  | 「バカ笑い大将」   |
| poppins               | 「無名のうた」     |
| 丸谷水希              | 「北海道ブギ」     |
| 丸谷水希 / 和田雄太郎 | 「TONight!」       |
| 吉田浩太              | 「準備OK」         |
| 不明                  | 「不死身のこころ」 |

## イベント
- 『俺の血が騒ぐ!!〜傷だらけの証明』（ワンマンライブ、2006年12月17日札幌・COLONY）
- 『第三回東亜グランプリに賭けろ!!男たちのハードボイルド讃歌』（自主企画ライブ、2007年3月17日札幌・SUSUKINO-810）
- 『俺に任せろ!!〜嵐のリサイタルショウ』（ワンマンライブ、2007年10月21日COLONY）
- 『俺の目を見ろ!!〜真っ赤に燃える大熱風』（ワンマンライブ、2009年6月6日新宿JAM）
- 『俺の血が騒ぐ!!』（自主企画ライブ、2010年10月4日下北沢・CLUB Que）
- 『第二回 俺の血が騒ぐ!!』（自主企画ライブ、2011年6月10日CLUB Que）
- 『「Hey!!people,」TOUR』（ワンマンライブ、2011年9月18日札幌・ペニーレーン24、2011年9月22日CLUB Que）
- 『新生THE TON-UP MOTORSワンマンソウルショウ〜明日を撃つ!!第四の男登場!!!!』（ワンマンライブ、2013年2月16日札幌・Cube garden、2013年4月28日CLUB Que）
CLUB Queでの開催は当初2013年1月27日に予定されていたが、上杉が北海道でのブギウギ専務の撮影から悪天候の為に東京へ戻れず、延期して行われた
- 『ファイティング・ステップ〜炎のタイトルマッチ』（ワンマンライブ、2014年3月13日渋谷CLUB QUATTRO）
- 『Whatever happens happens tour2016』（ワンマンライブツアー、2016年11月3日-2016年12月23日）[1]
2016年11月3日 大阪 FANDANGO
2016年11月5日 長崎 studio裸蛇
2016年11月6日 名古屋 CLUB UPSET
2016年12月17日・18日 東京 CLUB Que
2016年12月23日 札幌 Zepp Sapporo

### 出演イベント
- 2009年12月06日 - MARZ・Marble・Motion3会場1000人フェス Marble KENSUKE presents「ロックの向こう側FES 09」
- 2011年11月03日 - THE TON-UP MOTORS無料インスタントライブイオン釧路店
- 2012年07月27日 - THE TON-UP MOTORS無料スペシャルフリーライブくしろ霧フェスティバル
- 2012年09月22日 - SET YOU FREE SUMMER FESTA 2012
- 2012年10月14日 - BEATRAM MUSIC FESTIVAL 2012
- 2012年11月30日 - SOUL Summit!!!!Tour Final
- 2012年12月31日 - Que's COUNTDOWN 2013-2nd
- 2013年05月27日 - THE TON-UP MOTORS無料スペシャルゲストライブ釧路別保公園桜まつり！
- 2013年06月26日 - ドラマティック★ウェンズデイ
- 2013年07月06日 - Sazanami Label 10th Anniversary Party!
- 2013年07月12日 - Dance Tengoku !!
- 2013年07月24日 - CLUB Que 夏ノ陣 2013 〜RETURN TO NATURAL VS SPECIAL〜
- 2013年07月28日 - JOIN ALIVE 2013
- 2013年10月12日 - SET YOU FREE SUMMER FESTA 2013
- 2013年12月31日 - Que's COUNTDOWN 2014
- 2014年02月20日 - uP!!!NEXT VOL.5
- 2014年03月06日 - ファイティング・ステップ 〜炎のタイトルマッチ〜
- 2014年06月08日 - SAKAE SP-RING 2014
- 2014年07月05日 - 見放題2014
- 2014年07月24日 - 「HANAMOGERA EXPERIENCE!! 」supported by 笹木企画 第2回
- 2014年09月07日 - OTODAMA'14 〜音泉魂〜
- 2014年09月20日 - カムバック・サーモン2014 "男の遡上フェスティバル"
- 2014年10月11日 - BEATRAM MUSIC FESTIVAL 2014
- 2014年10月13日 - MINAMI WHEEL 2014
- 2014年10月18日 - SET YOU FREE SUMMER FESTA 2014
- 2015年01月10日 - 失神ナイトvol.34〜冬フェス!!〜
- 2015年03月20日 - マキタスポーツ EXPO2015
- 2015年04月17日 - THE CHERRY COKE$「SUNRISE CRUISE tour」
- 2015年06月07日 - SAKAE SP-RING 2015
- 2015年06月08日 - オトナの!フェスNEXT OTO-NANO FES!NEXT
- 2015年07月05日 - OKETO GREEN FESTIVAL
- 2015年07月15日 - CLUB Que夏ノ陣 VSシリーズ vol.4 〜RETURN TO NATURAL〜
- 2015年07月18日 - JOIN ALIVE 2015
- 2015年07月27日 - CLUB UPSET 10th ANNIVERSARY "ロッ魂!!"
- 2015年08月16日 - SHINE A LIGHT FESTIVAL〜夢を見ようぜ根室〜
- 2015年12月28日 - FANDANGO NIGHT 2015
- 2015年12月31日 - A.F.D Que's COUNTDOWN 2016 1st stage 〜Amazing〜
- 2016年03月16日 - "OSAKA R&R BANGAICHI"
- 2016年03月26日 - 夢チカLIVE VOL.109
- 2016年05月04日 - 〜騒祭2016〜

## タイアップ
| 曲名                             | タイアップ先                                                                         |
| -------------------------------- | ------------------------------------------------------------------------------------ |
| バカ笑い大将                     | ブギウギ係長EDテーマ                                                                 |
| スウィート・スウィート・ラヴァー | ブギウギ専務EDテーマ                                                                 |
| 生粋のナンバー                   | サッポロ飲料「生粋」cmソング 「ブギウギ専務」EDテーマ                                |
| 歓びを唄う                       | 「ブギウギ専務」EDテーマ 「有吉AKB共和国」EDテーマ                                   |
| 旅立ちのとき                     | ブギウギ専務 ブギウギ奥の細道 テーマソング                                           |
| 準備OK                           | 「ゴッドタン」2014年1月期EDテーマ 「ブギウギ専務」EDテーマ 「有吉AKB共和国」EDテーマ |
| 花が咲いたなら                   | サザエ食品「餅ろん合格!どさんこ応援もち」テーマソング                                |
| 俺の生活                         | 経専音楽放送芸術専門学校cmソング                                                     |
| 無邪気なひと                     | セイコーマートホットシェフカツ丼CMソング                                             |
| ファイターズ讃歌                 | 「ブギウギ専務」EDテーマ・北海道日本ハムファイターズテーマソング                     |
| 北海道ブギ                       | 「ブギウギ専務」EDテーマ                                                             |
| 熱き炎                           | キリンファイア北海道限定ミルクテイストCMソング                                       |
| 不死身のこころ                   | 「ブギウギ専務」EDテーマ 「有吉AKB共和国」EDテーマ                                   |
| おかえり                         | セイコーマートホットシェフCMソング                                                   |
| TONight!                         | 「ブギウギ専務」EDテーマ                                                             |

## 出演
メディアへの出演は、上杉の単独での出演が多い。

### テレビ
- ブギウギ専務（札幌テレビ放送、2007年7月4日- 2013年3月31日・2015年4月4日 - 2024年3月29日）
  - ブギウギ係長（札幌テレビ放送、2009年1月10日 - 2009年6月27日）
  - 流れ星雁太郎（札幌テレビ放送、2013年4月 - 2015年3月）

上杉のレギュラー番組。13年3月で一時終了後、マハトマパンチ内のコーナーとして2015年3月まで「流れ星雁太郎」を放送。
- 24時間テレビ 「愛は地球を救う」（日本テレビ系列、札幌テレビ放送、2007年 - 現在、STVホール） - 北海道パーソナリティ
- SUPER SURPRISE（日本テレビ、2009年12月8日）
「『くされえん珍道中』大泉洋と札幌編」で全国ネット放送で初出演。
- 第29回全国高等学校クイズ選手権 北海道大会（北海道百年記念塔前野幌森林公園芝生広場、2009年8月8日）（札幌テレビ放送、8月29日）
地区大会パーソナリティ「ウエスギ専務御一行」として登場。
- トンデモ人間大百科（TBS、2011年6月29日）
- E-Girlsが!モンクの叫び（TBS、2011年10月18日 - 2012年9月21日） - 上杉がナレーションを担当
- 秘密のケンミンSHOW（日本テレビ、2012年8月16日） - 上杉が「辞令は突然に…」second season 〜奥様はさすらいの女子アナ編〜にブギウギ専務で出演

### ラジオ
- スーパーヒットチャートなまらん（STVラジオ、2006年12月）

インディーズアーティストを紹介するコーナー「BeAmbitious!!」がきっかけにより冠番組『ブギウギ専務』の放送が誕生した。

- ブギウギ専務の俺の血が騒ぐ!!（STVラジオ、2010年10月7日 - [現在は終了]）

毎週木曜日（19:30-20:00） ／ 再放送：毎週日曜日（24:30-25:00）
- アタックヤング（STVラジオ、2011年4月7日 - 2016年3月31日）

毎週木曜日（24:00-25:00）。上杉がパーソナリティを務める。時折、長谷川、井上、堀内も出演
- ブギ専ラジオ（STVラジオ、2016年4月4日 -2021年3月22日）

毎週月曜日（21:30-22:00）

### CM
- サッポロ飲料「生粋」（2008 - 2009年） - テレビ・ラジオ
- セイコーマート「クラブポイントカード」（2013年 - ） - 上杉が佐藤綾里と共演
- セイコーマート「ホットシェフ カツ丼」（2013年） - 上杉単独出演
- 経専音楽放送芸術専門学校（2013年）
- セイコーマート「厚切りピザトースト」（2014年） - 上杉単独出演
- キリンビバレッジ「FIRE 北海道限定ミルクテイスト」（2014年） - 上杉単独出演